# Lepithrix kochi
Lepithrix kochi är en skalbaggsart som beskrevs av Schein 1959. Lepithrix kochi ingår i släktet Lepithrix och familjen Melolonthidae. Inga underarter finns listade i Catalogue of Life.